# Hofstade (Flandre-Orientale)
Pour les articles homonymes, voir Hofstade.
Hofstade est une section de la ville d'Alost en Belgique en Région flamande dans la province de Flandre-Orientale. C'était une commune à part entière avant la fusion des communes de 1977.

## Géographie
Hofstade est situé dans le Denderstreek et traversé par le Molenbeek-Ter Erpenbeek

## Démographie

### Évolution démographique
- Sources : INS, Rem. : 1831 jusqu'en 1970 = recensements, 1976 = nombre d'habitants au 31 décembre[2].

## Patrimoine

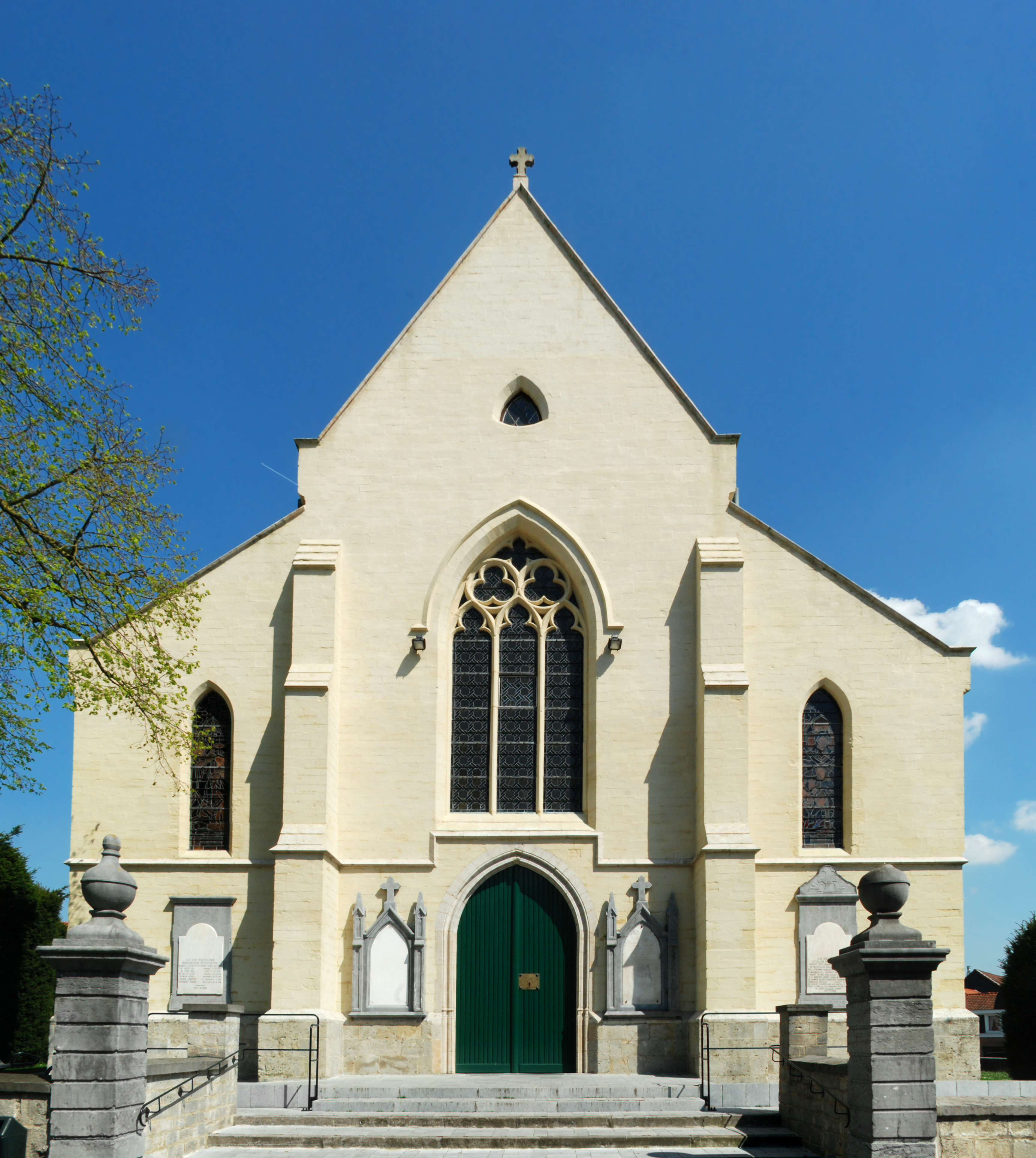
Église Notre-Dame-de-l'Assomption.

- Église Notre-Dame-de-l'Assomption de Hofstade